# Mohamed Amine Ben Amor
Pour les articles homonymes, voir Ben Amor.
Mohamed Amine Ben Amor (arabe : محمد أمين بن عمر), né le 3 mai 1992 à Sousse, est un footballeur international tunisien. Il évolue au poste de milieu défensif.

## Biographie

### En club
Il participe avec l'Étoile sportive du Sahel, à la Ligue des champions de la CAF, à la coupe de la confédération et à la Supercoupe de la CAF.

### En équipe nationale
Il reçoit sa première sélection en équipe de Tunisie le 14 juin 2015, contre le Maroc (match nul 1-1).
En janvier 2016, il participe au championnat d'Afrique des nations. Lors de cette compétition, il inscrit un but contre le Niger (victoire 0-5).

## Bilan sportif

### Carrière
- depuis février 2011 : Étoile sportive du Sahel (Tunisie)
  - juillet 2013-juin 2014 : Sfax railway sport (Tunisie), en prêt
  - janvier-juin 2018 : Al-Ahli Djeddah (Arabie saoudite), en prêt

### Palmarès
Étoile sportive du Sahel
| - Championnat de Tunisie (1) : - Champion : 2016. - Coupe de Tunisie (2) : - Vainqueur : 2012 et 2015. - Finaliste : 2011 et 2019. - Coupe de la confédération (1) : - Vainqueur : 2015. |  | - Supercoupe d'Afrique : - Finaliste : 2016. - Coupe arabe des clubs champions (1) : - Vainqueur : 2019. |